# Hồ Nhuận
Hồ Nhuận (giản thể: 湖润; phồn thể: 湖潤; bính âm: Húrùn) là một thị trấn của Tĩnh Tây, Quảng Tây, Trung Quốc.